# Campeonato Asiático de Atletismo de 2017 - 400 m com barreiras masculino
A prova dos 400 metros com barreiras masculino do Campeonato Asiático de Atletismo de 2017 foi disputada entre os dias 7 e 8 de julho de 2017 no Kalinga Stadium em Bhubaneswar, na Índia. 

## Recordes
Antes desta competição, os recordes mundiais e do campeonato nesta prova eram os seguintes:
|                       | Nome                    | Nacionalidade  | Tempo  | Local     | Data                   |
| --------------------- | ----------------------- | -------------- | ------ | --------- | ---------------------- |
| Recorde mundial       | Kevin Young             | Estados Unidos | 46s 78 | Barcelona | 6 de agosto de 1992    |
| Recorde do campeonato | Mubarak Al-Nubi         | Catar          | 48s 67 | Colombo   | 2002                   |
| Recorde asiático      | Hadi Soua'an Al-Somaily | Arábia Saudita | 47s 53 | Sydney    | 27 de setembro de 2000 |

## Medalhistas
| Ouro            | Prata            | Bronze           |
| Eric Cray (PHI) | Chen Chieh (TPE) | M.P. Jabir (IND) |

## Resultados

### Bateria

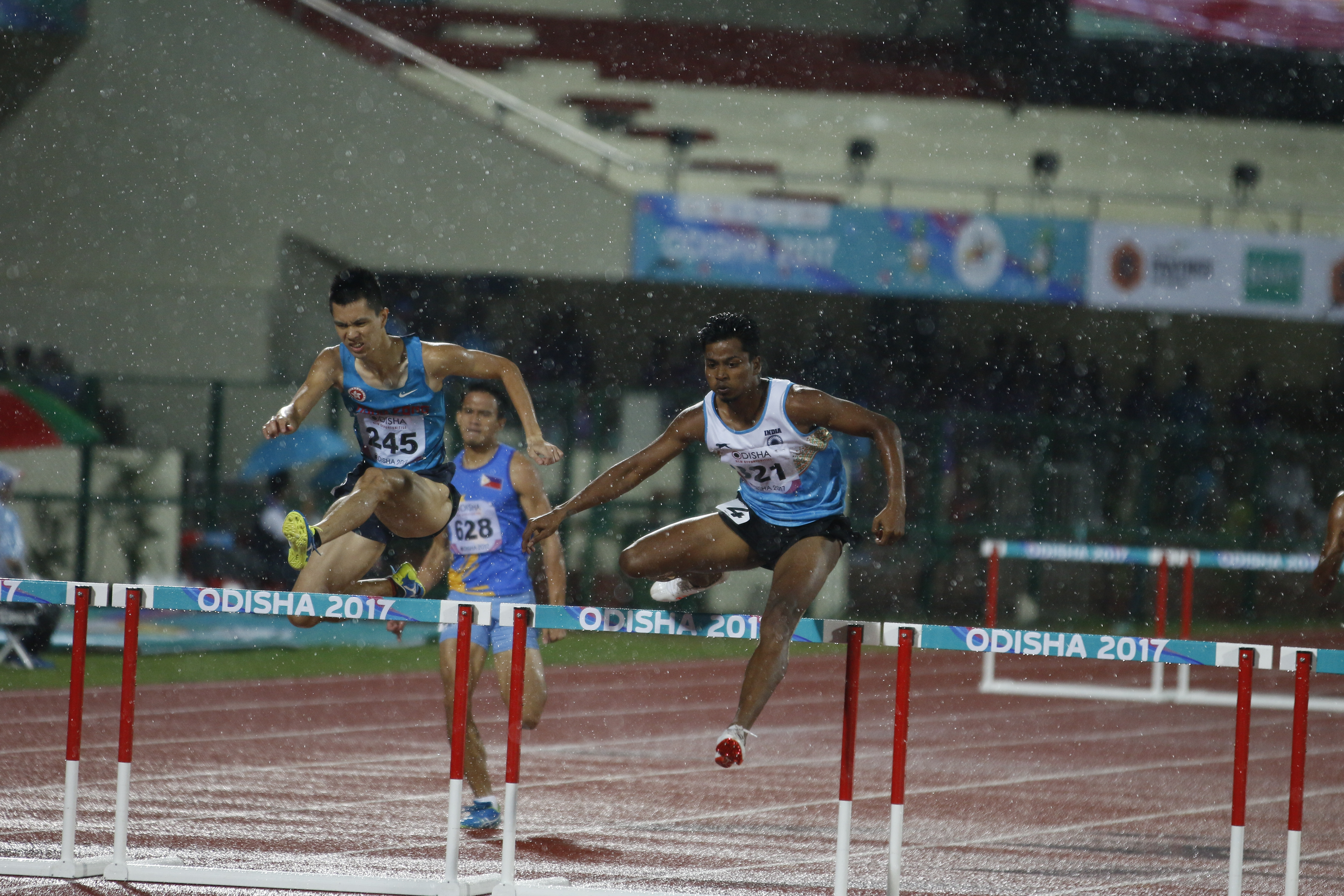
Bateria 3

Qualificação: 2 atletas de cada bateria  (Q) mais os 2 melhores qualificados (q). 
| Posição | Bateria | Atleta                     | Nacionalidade  | Tempo | Notas |
| ------- | ------- | -------------------------- | -------------- | ----- | ----- |
| 1       | 1       | Chen Chieh                 | Taipé Chinesa  | 50.64 | Q     |
| 2       | 2       | Eric Cray                  | Filipinas      | 50.85 | Q     |
| 3       | 1       | Youssef Karam Taher        | Kuwait         | 50.90 | Q     |
| 4       | 3       | Yu Chia-hsuan              | Taipé Chinesa  | 50.98 | Q     |
| 5       | 1       | Dmitriy Koblov             | Cazaquistão    | 50.99 | q     |
| 6       | 2       | M.P. Jabir                 | Índia          | 51.06 | Q     |
| 7       | 1       | Yuta Konishi               | Japão          | 51.43 | q     |
| 8       | 3       | Santhosh Kumar Tamilarasan | Índia          | 51.59 | Q     |
| 9       | 3       | Chan Ka Chun               | Hong Kong      | 51.60 |       |
| 10      | 3       | Mohammed Jasim             | Iraque         | 51.75 |       |
| 11      | 2       | Abdullah Rizqallah Mulayhi | Arábia Saudita | 52.05 |       |
| 12      | 1       | Durgesh Kumar Pal          | Índia          | 52.47 |       |
| 13      | 2       | Hwang Hye-onu              | Coreia do Sul  | 52.52 |       |
| 14      | 3       | Mehboob Ali                | Paquistão      | 52.61 |       |
| 15      | 3       | Francis Medina             | Filipinas      | 53.34 |       |
| 16      | 2       | Alisher Pulotov            | Tajiquistão    | 53.57 |       |
| 17      | 2       | Igor Kondratyev            | Cazaquistão    | 53.61 |       |
| 18      | 2       | Jassem Waleed Al-Mas       | Kuwait         | 53.88 |       |
| 19      | 3       | Azizdzhon Abdullaev        | Tajiquistão    | 54.87 |       |
| 20      | 1       | Alamgir Hossain            | Bangladesh     | 56.16 |       |

### Final

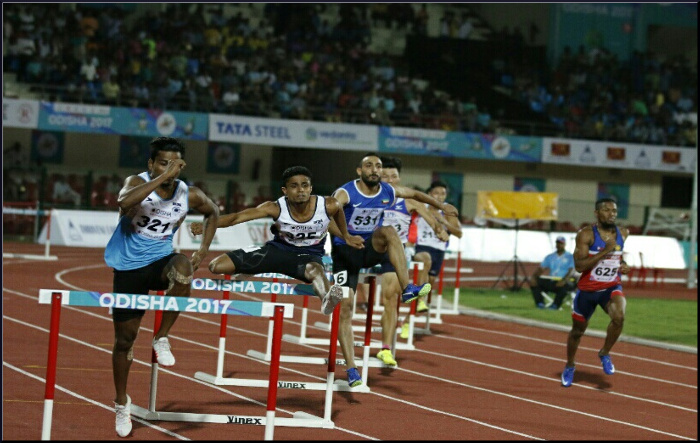
A final

| Posição           | Raia | Atleta                     | Nacionalidade | Resultados | Notas |
| ----------------- | ---- | -------------------------- | ------------- | ---------- | ----- |
| Medalha de ouro   | 4    | Eric Cray                  | Filipinas     | 49.57      |       |
| Medalha de prata  | 3    | Chen Chieh                 | Taipé Chinesa | 49.75      |       |
| Medalha de bronze | 7    | M.P. Jabir                 | Índia         | 50.22      |       |
| 4                 | 2    | Dmitriy Koblov             | Cazaquistão   | 50.30      |       |
| 5                 | 5    | Yu Chia-hsuan              | Taipé Chinesa | 50.90      |       |
| 6                 | 8    | Santhosh Kumar Tamilarasan | Índia         | 50.95      |       |
| 7                 | 6    | Youssef Karam Taher        | Kuwait        | 51.36      |       |
| 8                 | 1    | Yuta Konishi               | Japão         | 51.72      |       |

Legenda
| Recorde mundial       | Recorde mundial (World record)               |                       | Recorde africano                      | Recorde africano (African) |                                           | Q | Classificado por posição (Qualified) |
| Recorde do campeonato | Recorde do campeonato (Championship record)  | Recorde da América    | Recorde da América (Americas)         | q                          | Classificado por melhor tempo (Qualified) |   |                                      |
| Melhor marca do ano   | Melhor marca do ano (World leading)          | Recorde asiático      | Recorde asiático (Asian)              | DNS                        | Não largou (Did not start)                |   |                                      |
| Recorde nacional      | Recorde nacional (National record)           | Recorde europeu       | Recorde europeu (European)            | DNF                        | Não terminou (Did not finish)             |   |                                      |
| Recorde pessoal       | Recorde pessoal do atleta (Personal best)    | Recorde da Oceania    | Recorde da Oceania (Oceania)          | DSQ / DQ                   | Desclassificado (Disqualified)            |   |                                      |
| Recorde da temporada  | Recorde da temporada do atleta (Season best) | Recorde sul-americano | Recorde sul-americano (South America) | NM                         | Sem marca (No mark)                       |   |                                      |